# Sol de Oro

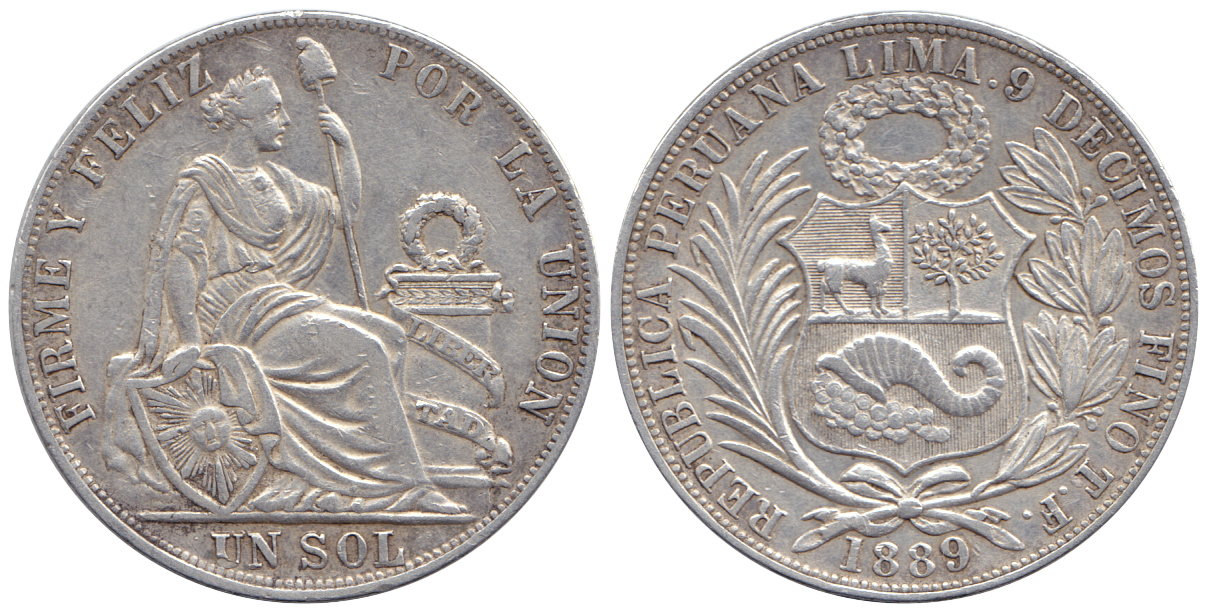
Ein Sol von 1889

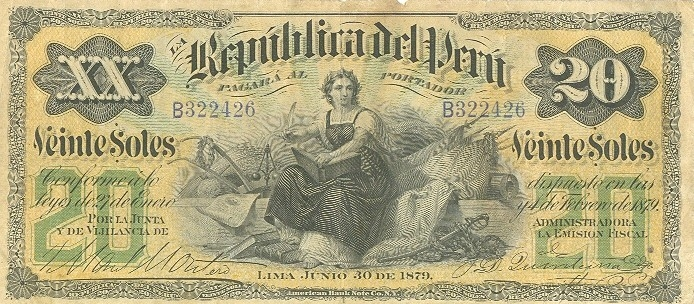
20 Soles de Oro von 1879

Der Sol de Oro war von 1863 bis 1984 die Währung von Peru. Die Unterteilung war 1 Sol de Oro = 10 Dineros = 100 Centavos. Von 1914 bis 1926 war die Unterteilung 10 Soles de Oro = 1 Libra. Der ISO 4217 lautete PEH.
Bei seiner Einführung 1863 löste der Sol de Oro den Real ab, wobei ein Verhältnis von 1 Sol = 10 Reales bestand, weiterhin den im südlichen Peru kursierenden Bolivianischen Peso im Verhältnis 1 Sol = 1,25 Pesos.
Die 1-Sol-Silbermünze entsprach mit einem Raugewicht von 25 Gramm und einem Feingehalt von 900/1000 dem 5-Franc-Stück der Lateinischen Münzunion. Die Rückseite zeigt die sitzende Personifikation der Freiheit, die Vorderseite das Landeswappen. Es wurden Stücke zu 20, 10, 5, 2 und 1 S ausgemünzt. 1922 wurde der Silbergehalt auf 500/1000 abgesenkt.
Im Zeitraum April 1931 bis Ende 1933 bestand eine Goldparität. Ein Sol de Oro entsprach 0,4212 g Gold.
1935 wurden die silbernen 1/2- und 1-Sol-Münzen durch Münzen aus Messing ersetzt.
Am 1. Januar 1985 wurde der Sol de Oro von der neuen Währung Inti abgelöst, im Tauschkurs von 1000 Soles de Oro = 1 Inti.
Am 1. Juli 1991 wurde der Inti durch die heutige Währung – den Nuevo Sol – abgelöst, im Tauschkurs von 1.000.000 Inti = 1 Nuevo Sol; dieser wurde 2015 wieder in Sol umbenannt.